# Saint-Christophe-le-Chaudry
 Saint-Christophe-le-Chaudry  es una población y comuna francesa, situada en la región de  Centro, departamento de Cher, en el distrito de Saint-Amand-Montrond y cantón de Châteaumeillant.

## Demografía
| 237 | 210 | 171 | 123 | 120 | 133 |
| Para los censos de 1962 a 1999 la población legal corresponde a la población sin duplicidades (Fuente: INSEE [Consultar]) |     |     |     |     |     |